# Ausbildungszentrum Bobritzsch

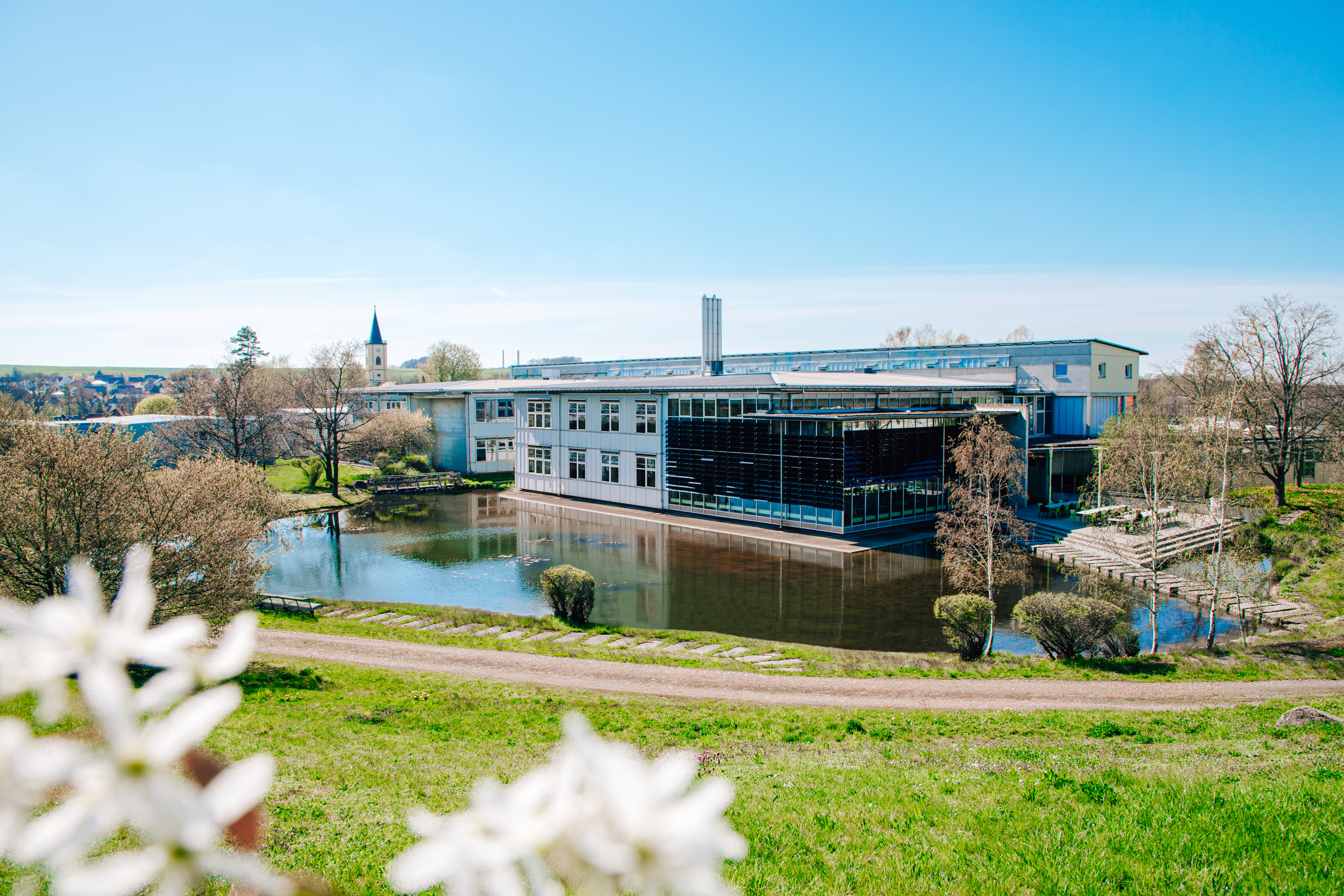
Blick auf das Hauptgebäude (Verwaltung, Lehrsäle, Kantine)

Das Ausbildungszentrum Bobritzsch (ABZ Bobritzsch) ist eine Einrichtung zur Aus- und Fortbildung der Anwärter/Beamten und Angestellten des Freistaates Sachsen. Aufgabe ist die theoretische Ausbildung der Laufbahnen des nichttechnischen Dienstes der Laufbahngruppe 1, 2. Einstiegsebene (ehemals mittlerer Dienst) von jährlich rund 500 Anwärterinnen und Anwärtern. Rund 80 Bedienstete sind in den Fachbereichen und der Verwaltungsabteilung vor Ort für die Organisation und Durchführung der Aus- und Fortbildung zuständig.
Als Behörde des Freistaates Sachsen unterliegt das ABZ Bobritzsch der Dienstaufsicht des Sächsischen Staatsministeriums der Justiz. Die Fachaufsichten liegen beim Sächsischen Staatsministerium der Finanzen, dem Sächsischen Staatsministerium des Innern und dem Sächsischen Staatsministerium der Justiz.

## Aufgaben und Zuständigkeiten

### Ausbildung

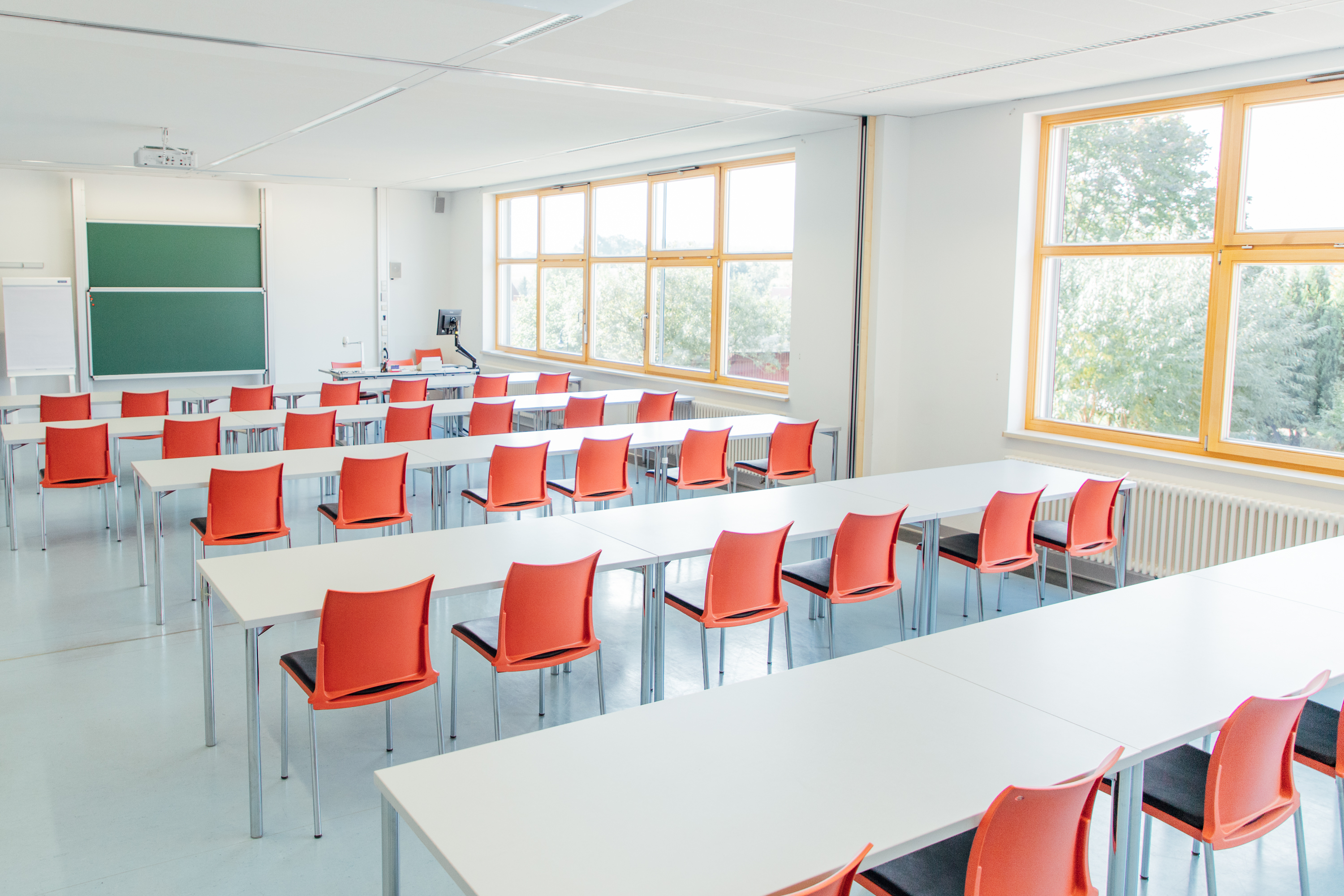
Lehrsaal im Haus 2

Die vier Fachbereiche Allgemeine Verwaltung, Finanzen, Justiz und Justizvollzug übernehmen die fachtheoretische Ausbildung des nichttechnischen Dienstes der Laufbahngruppe 1, 2. Einstiegsebene (vormals mittlerer Dienst).
Dazu gehören folgende Laufbahnausbildungen:
- Finanzwirt/-in (Steuerverwaltungsdienst) – Einstellungsbehörde: Landesamt für Steuern und Finanzen
- Justizfachwirt/-in – Einstellungsbehörde: Oberlandesgericht Dresden
- Justizvollzugsbedienstete/-r – Einstellungsbehörde: Justizvollzugsanstalten des Freistaates Sachsen
- Verwaltungswirt/-in (allgemeine Verwaltung) – Einstellungsbehörde: Landesdirektion Sachsen
- Verwaltungswirt/-in (Vollzugsdienst in Abschiebehaft- und Ausreisegewahrsamseinrichtungen) – Einstellungsbehörde: Landesdirektion Sachsen

Ebenfalls wird die dienstbegleitende Unterweisung in den Ausbildungsberufen Verwaltungsfachangestellte/-r und Kaufleute für Büromanagement durchgeführt.

### Fortbildung
Weiterhin werden am ABZ Bobritzsch die Fortbildungsveranstaltungen im Bereich der Justiz, des Justizvollzuges und der fachspezifischen Informationstechnik in der Justiz sowie die Weiterqualifizierung der Geschäftsstellenbediensteten der Justiz durchgeführt.
Darüber hinaus nutzt der Kooperationsverbund der Fortbildungseinrichtungen der Landesverwaltung freie Kapazitäten des ABZ Bobritzsch für Fortbildungsveranstaltungen.
Der Unterricht wird von hauptamtlichen Lehrkräften und beauftragten Dozenten, unter anderem der jeweiligen Behörden, übernommen.

## Standort

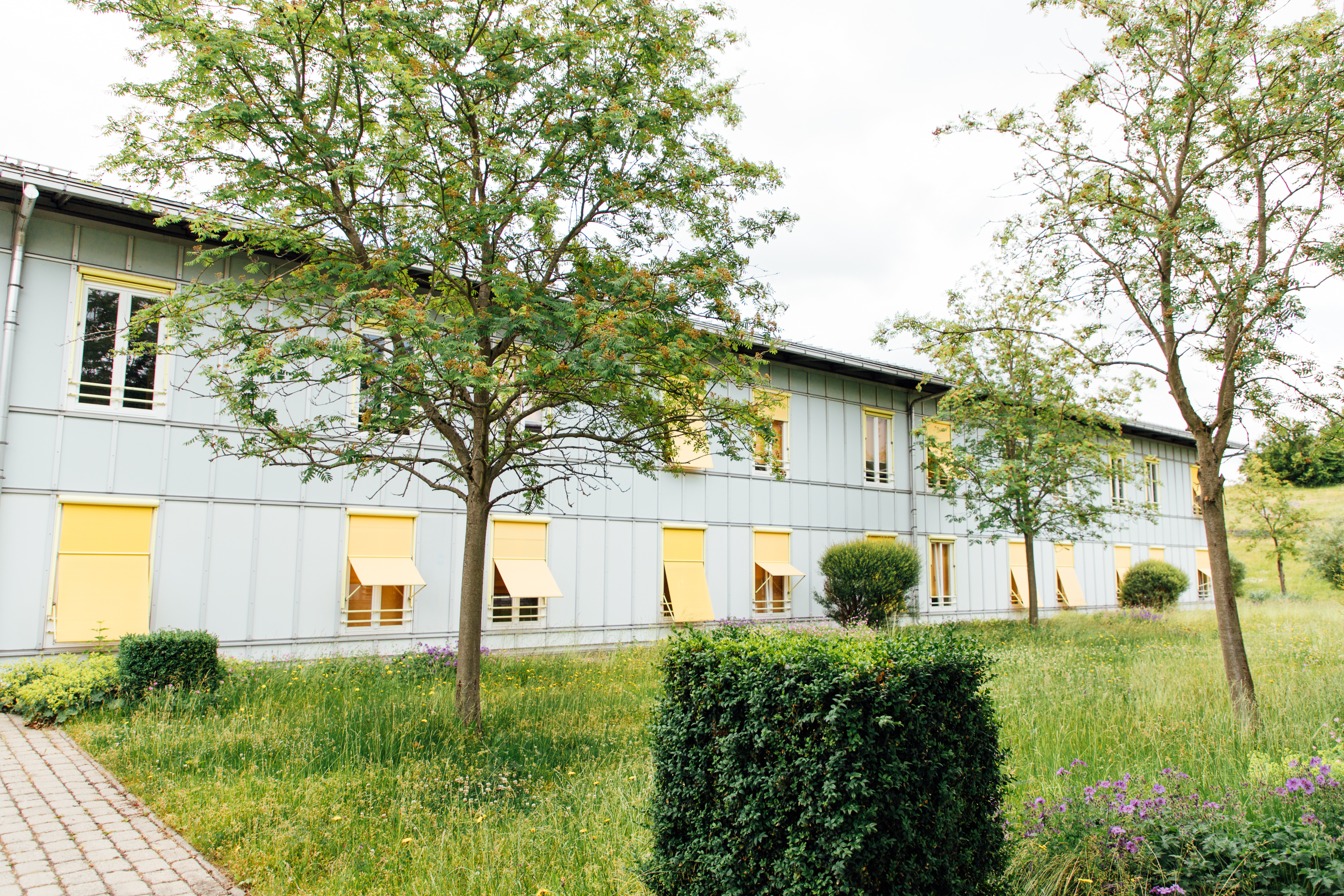
Wohnheimgebäude

Das ABZ befindet sich in Niederbobritzsch, einem Ortsteil der Gemeinde Bobritzsch-Hilbersdorf. Die Anlage mit rund 64.500 Quadratmetern umfasst das 1996 fertiggestellte Ausbildungs- und Verwaltungsgebäude mit angeschlossener Kantine, Bibliothek und Zimmer der Dozenten. In direkter Nähe schließen sich zwei Wohnheime mit 272 Einzelzimmer zur Unterbringung der Anwärter, Auszubildenden und Lehrgangsteilnehmer an. Für diese stehen verschiedene Freizeiteinrichtungen zur Verfügung, unter anderem Sportanlagen im Außenbereich, eine Kegelbahn und ein Fitnessraum. Hinzu kommt nach Ausbau des Standorts 2002/2003 ein weiteres Lehrgebäude mit Mehrzweckhalle sowie im Jahr 2017 drei weitere Containerbauten als Lehr- und Bürogebäude.
Der Standort zeichnet sich durch eine sehr gute Anbindung an den Bahnverkehr aus. Der Haltepunkt Niederbobritzsch befindet sich in nur etwa 100 Metern Entfernung und in kurzer Zeit erreichbar. Sowohl Dresden als auch Chemnitz werden durch die Mitteldeutsche Regiobahn angefahren und sind innerhalb von 30 bis 45 Minuten zu erreichen.